# Beluga (Schiff)
Die Beluga ist ein ehemaliges Hafenfeuerlöschboot, das von 1985 bis 2004 für Aktionen der Organisation Greenpeace eingesetzt und nach dem Beluga, einem weißen Gründelwal der sporadisch in Flüsse einwandert, benannt war.

## Geschichte und Technik
Die Beluga diente von 1960 bis 1984 unter dem Namen Feuer-Löschboot 3 als Feuerlöschboot der Stadt Bremen. Nach Übernahme durch Greenpeace bauten Mitarbeiter und etwa vierzig Freiwillige das Boot in mehr als zehntausend Arbeitsstunden zu einem modernen Laborschiff um, um Schadstoffmessungen in Gewässern durchzuführen. Sie entfernten Versorgungsleitungen und Löschapparaturen und überholten die Kommunikations- und Steuerungssysteme. Zur Aufnahme eines Festrumpfschlauchbootes wurde das Achterdeck verstärkt. Ein hydraulischer Kran ermöglichte es, das Schlauchboot ins Wasser zu setzen und wieder herauszuheben. Die Messe wurde wesentlich vergrößert, so dass Presse und Öffentlichkeit an Bord über Protestaktionen und Untersuchungen informiert werden konnten. Doppelpropeller machten das Boot manövrierfähiger, um für Aktionen in Flüssen, Flussmündungen, Küstengewässern und Häfen eingesetzt werden zu können. Nach Beendigung ihrer aktiven Fahrenszeit ging das Schiff 2004 als Museumsschiff in den Hafen des Sea Life Oberhausen.
Das Schiff wurde 2004 mit Indienststellung der Beluga II außer Dienst gestellt.

## Letzter Hafen

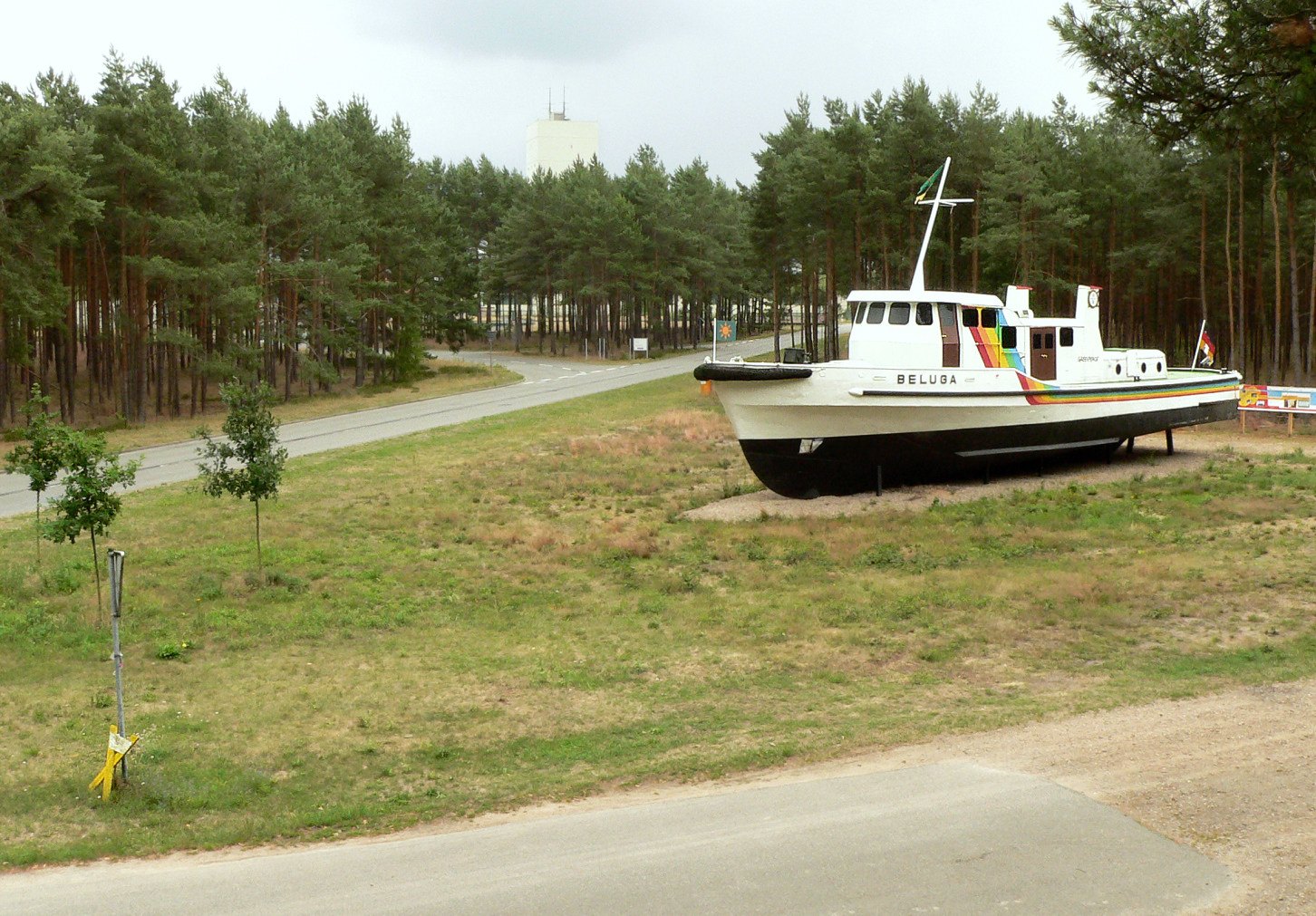
Die Beluga, aufgestellt im Beluga-Dreieck als Mahnmal am Zugangsbereich zum geplanten Atommüll-Endlager in Gorleben

Im Mai 2013 wurde die Beluga in sechs Teile zerlegt auf dem Landweg nach Gorleben gebracht und dort im Zugangsbereich des geplanten Atommülllagers Gorleben als Mahnmal aufgestellt. Es soll daran erinnern, dass der Salzstock kein sicheres Endlager für radioaktiven Müll ist.

## Einsätze bei Greenpeace
Im Juli 1985 startete die Beluga schließlich zu ihrer ersten Aktionsfahrt auf dem Rhein. Später war die Beluga an den Aktionen gegen die Versenkung der Ölplattform Brent Spar beteiligt, 1996 nahm das Schiff auf einer Ozonsmog-Tour an der deutschen Jugend-Aktion BISS mit der Forderung nach einem verbesserten Ozongesetz teil und lief insgesamt zehn Städte an. Im September 1997 nahm sie Kurs auf die Wiederaufbereitungsanlage in La Hague. 1998 lief sie die Häfen von Kiel, Warnemünde, Greifswald und Lübeck an, um auf den Kahlschlag der Regenwälder Kanadas aufmerksam zu machen. 1999 tourte die Beluga durch die Häfen der Nord- und Ostsee, um die Höchstwerte von Tributylzinn im Schlick rund um Schiffswerften zu messen. Die Kampagne wurde im Folgejahr fortgesetzt. Im März 2001 überwachte Greenpeace vier Wochen lang ein Gebiet in der Ostsee, nachdem bei einer Havarie eines Tankers mit einem Frachter in der Kadetrinne 2600 Tonnen Öl ausliefen. Anschließend startete die Beluga auf eine Informationstour entlang der ostfriesischen Inseln und Sylt, bei der die Windenergienutzung auf hoher See thematisiert wurde. Bis zum Ende ihrer Nutzung war die Beluga in folgenden Gebieten eingesetzt: die Flüsse Rhein, Elbe, Schelde, Weser, Themse, Humber, Tyne, Tees, Mersey, Maas und Seine, die Westerschelde und das Wattenmeer, die Küsten Englands, Schwedens und Dänemarks, sowie die Großen Seen und den Mississippi Nordamerikas.